# سفر أخبار الأيام الأول

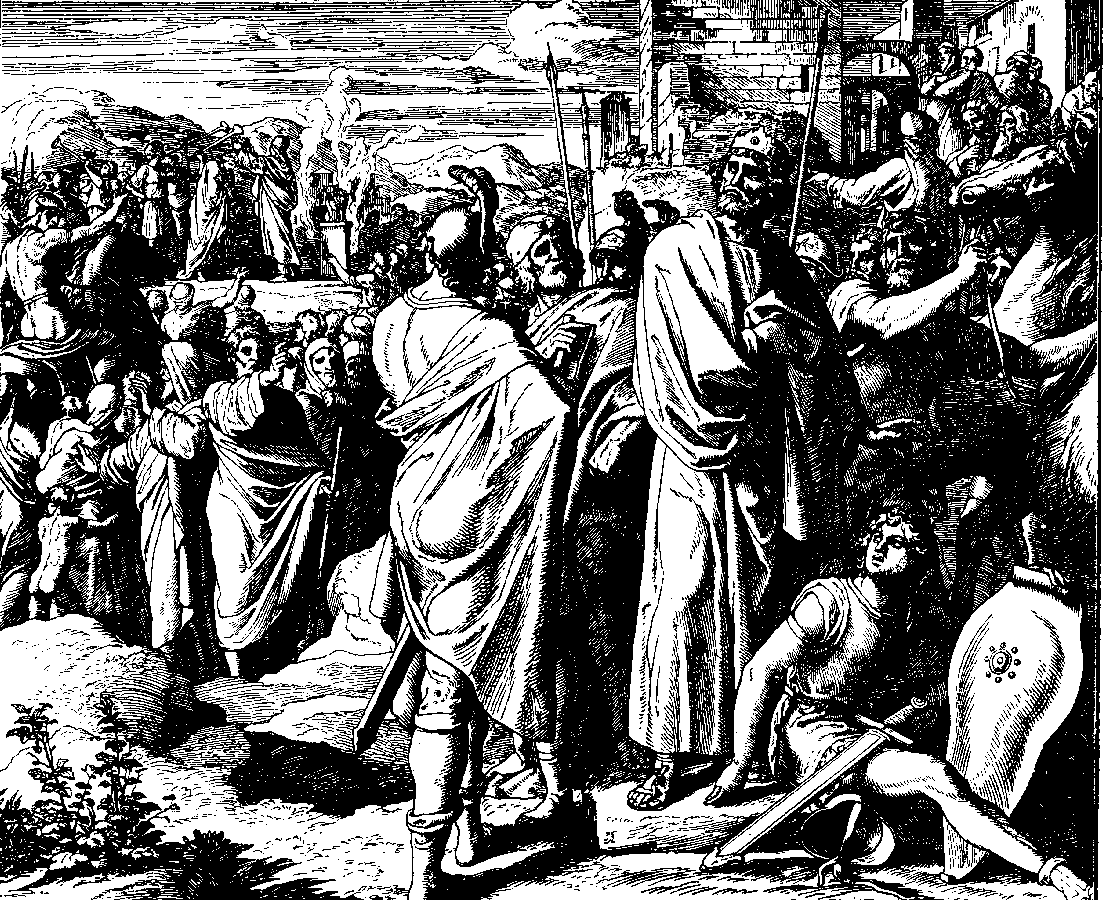
صورة توضح سفر اخبار الاول

سفر أخبار الأيام الأول (بالعبرية: דִּבְרֵי־הַיָּמִים‏) هو كتاب في الكتاب المقدس العبري، ويوجد في العهد القديم المسيحي على هيئة كتابين (سفر أخبار الأيام الأول والثاني). سفر أخبار الأيام هو الكتاب الأخير في الكتاب المقدس العبري، ويختتم القسم الثالث من التناخ اليهودي، وهو الكتوفيم (الكتابات). ويحتوي على سلسلة نسب تبدأ بآدم وتاريخ يهوذا وإسرائيل القديمين حتى مرسوم كورش في عام 539 قبل الميلاد.
ترجم الكتاب إلى اليونانية وقسم إلى كتابين في الترجمة السبعينية في منتصف القرن الثالث قبل الميلاد. في السياقات المسيحية، يشار إلى أخبار الأيام بصيغة الجمع باسم أسفار أخبار الأيام، بعد الاسم اللاتيني chronicon الذي أطلقه جيروم على النص، ولكن يشار إليه أيضًا باسمه اليوناني باسم أسفار Paralipomenon. في الكتب المقدسة المسيحية، عادةً ما تتبع سفري الملوك وتسبق عزرا ونحميا، آخر كتاب تاريخي في العهد القديم البروتستانتي.

## الملخص
تبدأ قصة أخبار الأيام بآدم وشيث وأنوش، ثم تنتقل القصة إلى الأمام، بالكامل تقريبًا من خلال قوائم الأنساب، وصولًا إلى تأسيس المملكة المتحدة لإسرائيل في الفصول التمهيدية، أخبار الأيام الأول 1-9. الجزء الأكبر من بقية أخبار الأيام الأول، بعد رواية موجزة عن شاول في الفصل 10، يتعلق بحكم داود. القسم الطويل التالي يتعلق بابن داود سليمان، والجزء الأخير يتعلق بمملكة يهوذا، مع إشارات عرضية إلى مملكة إسرائيل الشمالية (2 أخبار الأيام 10-36). يغطي الفصل الأخير بإيجاز عهد الملوك الأربعة الأخيرين، حتى دمرت يهوذا ونفي شعبها إلى بابل. في الآيتين الأخيرتين، المتطابقتين مع الآيات الافتتاحية لسفر عزرا، ينتصر الملك الفارسي كورش الكبير على الإمبراطورية البابلية الجديدة، ويأذن بترميم الهيكل في القدس وعودة المنفيين.

## التقسيم
كان سفر أخبار الأيام في الأصل عملًا واحدًا، ثم قسم إلى قسمين في الترجمة السبعينية، وهي ترجمة يونانية أنتجت في القرنين الثالث والثاني قبل الميلاد. يتألف هذا الكتاب من ثلاثة أقسام عريضة:
1. الأنساب في الفصول من 1 إلى 9 من سفر أخبار الأيام الأول
2. حكم داود وسليمان (الذي يشكل بقية سفر أخبار الأيام الأول والفصول من 1 إلى 9 من سفر أخبار الأيام الثاني)؛
3. وسرد المملكة المنقسمة، مع التركيز على مملكة يهوذا، في بقية سفر أخبار الأيام الثاني.

وداخل هذا الهيكل الواسع، توجد دلائل تشير إلى أن المؤلف استخدم العديد من الأجهزة الأخرى لبناء عمله، ولا سيما من خلال رسم أوجه التشابه بين داود وسليمان (يصبح الأول ملكًا، ويؤسس عبادة إله إسرائيل في القدس، ويخوض الحروب التي ستمكن من بناء الهيكل، ثم يصبح سليمان ملكًا، ويبني الهيكل ويكرسه، ويحصد فوائد الرخاء والسلام).
ينقسم سفر أخبار الأيام الأول إلى 29 فصلًا وسفر أخبار الأيام الثاني إلى 36 فصلًا. يقترح المعلق التوراتي سي. جيه. بول أن التقسيم إلى كتابين الذي قدمه مترجمو السبعينية يحدث في المكان الأكثر ملاءمة، أي مع انتهاء حكم داود كملك وبداية حكم سليمان.
اعتبر التلمود أخبار الأيام كتابًا واحدًا.

## التكوين

### الأصول
تقع آخر الأحداث المسجلة في أخبار الأيام في عهد كورش الكبير، الملك الفارسي الذي غزا بابل في عام 539 قبل الميلاد؛ وهذا يحدد أقدم تاريخ ممكن لهذا المقطع من الكتاب.
يبدو أن أخبار الأيام هو إلى حد كبير عمل فرد واحد. ربما كان الكاتب ذكرًا، وربما كان لاويًا (كاهنًا في الهيكل)، وربما من القدس. كان واسع الاطلاع، ومحررًا ماهرًا، ولاهوتيًا متقدمًا. كان يهدف إلى استخدام الروايات في التوراة والأنبياء السابقين لنقل الرسائل الدينية إلى أقرانه، النخبة الأدبية والسياسية في القدس في زمن الإمبراطورية الأخمينية.
حدد التقليد اليهودي والمسيحي هذا المؤلف على أنه شخصية القرن الخامس قبل الميلاد عزرا، الذي أعطى اسمه لسفر عزرا؛ ويعتقد حكماء التلمود أيضًا أن عزرا كتب كتابه الخاص (أي عزرا-نحميا) وأخبار الأيام حتى وقته، حيث انتهى نحميا من الأخير.  فضل النقاد اللاحقون، المتشككون في التقليد القائم منذ فترة طويلة، تسمية المؤلف المؤرخ. ومع ذلك، يحافظ العديد من العلماء على دعمهم لتأليف عزرا، ليس فقط بناءً على قرون من عمل المؤرخين اليهود، ولكن أيضًا بسبب اتساق أنماط اللغة والكلام بين أخبار الأيام وعزرا-نحميا. يوضح الأستاذ الفخري مناحيم هاران من الجامعة العبرية في القدس، إن الوحدة الشاملة للعمل الزمني ... تتجلى في أيديولوجية مشتركة، وتوحيد المفاهيم القانونية والعبادية والتاريخية والأسلوب المحدد، وكلها تعكس عملًا واحدًا.
من أكثر السمات اللافتة للنظر في سفر أخبار الأيام، وإن كانت غير حاسمة، أن الجملة الختامية فيه تتكرر كما تتكرر في افتتاحية سفر عزرا ونحميا. في العصور القديمة، كانت مثل هذه الآيات المتكررة، مثل الخطوط الفاصلة التي يستخدمها الطابعون المعاصرون، تظهر غالبًا في نهاية المخطوطة لتسهيل انتقال القارئ إلى المخطوطة الثانية الصحيحة بعد الانتهاء من المخطوطة الأولى. وقد استخدمت هذه الحيلة الكتابية في الأعمال التي تجاوزت نطاق مخطوطة واحدة وكان لابد من استكمالها في مخطوطة أخرى.
وفي النصف الأخير من القرن العشرين، وسط شكوك متزايدة في الأوساط الأكاديمية فيما يتعلق بالتاريخ في التقليد التوراتي، شهدنا إعادة تقييم لمسألة التأليف. ورغم الافتقار العام إلى الأدلة الداعمة، فإن الكثيرين يعتبرون الآن أنه من غير المحتمل أن يكون مؤلف سفر أخبار الأيام هو أيضًا مؤلف الأجزاء السردية من سفر عزرا ونحميا. يقترح هؤلاء النقاد أن سفر أخبار الأيام ربما تم تأليفه بين عامي 400 و250 قبل الميلاد، مع احتمال أن يكون ذلك في الفترة من 350 إلى 300 قبل الميلاد. تم التوصل إلى هذا الإطار الزمني من خلال التقديرات التي تم إجراؤها بناء على الأنساب التي تظهر في الترجمة السبعينية اليونانية. تستند هذه النظرية في فرضيتها على أحدث شخص مذكور في سفر أخبار الأيام، عناني. عناني هو سليل من الجيل الثامن للملك يهوياكين وفقًا للنص الماسوري. وقد أقنع هذا العديد من مؤيدي قراءة الترجمة السبعينية بوضع تاريخ ميلاد عناني المحتمل بعد قرن من الزمان مما كان مقبولًا إلى حد كبير لمدة ألفي عام.

### النوع
أطلق المترجمون الذين أنشأوا النسخة اليونانية من الكتاب المقدس اليهودي (السبعينية) على هذا الكتاب اسم Paralipomenon، الأشياء المتروكة، ما يشير إلى أنهم اعتبروه مكملًا لعمل آخر، ربما سفر التكوين والملوك، لكن الفكرة تبدو غير مناسبة، حيث تم نسخ الكثير من سفر التكوين والملوك دون تغيير تقريبًا. اقترح بعض العلماء المعاصرين أن سفر أخبار الأيام هو مدراش، أو تعليق يهودي تقليدي، على سفر التكوين والملوك، ولكن مرة أخرى هذا ليس دقيقًا تمامًا لأن المؤلف أو المؤلفين لا يعلقون على الكتب القديمة كثيرًا بل يستخدمونها لإنشاء عمل جديد. كانت الاقتراحات الأخيرة هي أنه كان المقصود منه توضيح التاريخ في سفر التكوين والملوك، أو إيجاد بديل أو شيء موازي له.